# 2016年居魯士大帝日抗議
2016年居魯士大帝日抗議（英語：2016 Cyrus the Great Revolt）是伊朗一場於居鲁士大帝日當天，在居魯士二世墓進行的親君主政體抗議。
該抗議活動由政府腐敗及不滿伊斯蘭規條所引起。活動於居魯士二世日當天，在居魯士二世墓舉行，以慶祝波斯於前伊斯蘭時期的繁榮昌盛。事後，伊朗政府除監禁活動組織者及示威者外，亦於隨後數年間禁止一切居魯士二世日慶祝活動。該抗議活動是繼2009年伊朗總統選舉示威後，伊朗最大規模的抗議活動。

## 背景
這些抗議活動由前伊斯蘭民族主義、對曾統治伊朗的已逝君主之欽佩，及對伊朗境內伊斯蘭規條的不滿所引起。

## 口號與策略
伊朗抗議者呼喊「伊朗是我們的祖國，居魯士是我們的父親。支持教權主義的政權只能與暴政同義，只能與戰爭同義」及「思想的自由不能於蓄鬍的人身上實現。不要加沙、不要巴勒斯坦，我們只會為伊朗犧牲自己！」不少口號均讚美前巴列维王朝，而不少參與抗議的人士支持伊朗前沙王的君主政體（惟因1979年革命而被推翻）。另有一句口號「國君，生日快樂！」借指伊朗沙王兒子的生日（10月31日）。
其他口號則讚美以故伊朗沙王穆罕默德-礼萨·巴列维及宣洩反阿拉伯情緒。

## 政府回應
抗議活動的組織者被政府下令拘捕。縱使數以千計的伊朗人於往後數年返回家鄉，當局仍禁止伊朗人民於帕薩爾加德（即居鲁士二世墓所在之地）慶祝居魯士二世日。
在2016年事件後的數年間，大批伊朗人民嘗試重返居魯士二世日的陵墓聚集，但當地警方及伊斯兰革命卫队封閉所有通往該古墓的道路。與此同時，有傳政府軍隊人員喬裝成平民，錘打那些造訪該地的人。
2021年，不久前被處決的纳维德·阿夫卡里之年邁雙親，因於生日蛋糕上放置居魯士二世的圖片而被拘捕。伊朗政府否認當地舊有君主政體的普及。文化遺產及旅遊部部長扎爾哈米（Ezzatollah Zarghami）要求於陵墓附近興建水牆—此舉將會對陵墓構成損壞。截至2021年，政府革命衛隊每年（自2017年起）均會關閉該址，以避免人們於該處進行聚集。
什葉派領袖侯賽因·努里-哈梅達尼引用已故最高領袖魯霍拉·霍梅尼的話，批評人們對居魯士二世的讚頌，指「那些傾向居魯士的人都是反革命的」。據其兒子親述，穆罕默德-禮薩·阿里·帕亞姆因參與該抗議活動而被拘捕。